# 岐阜橋站

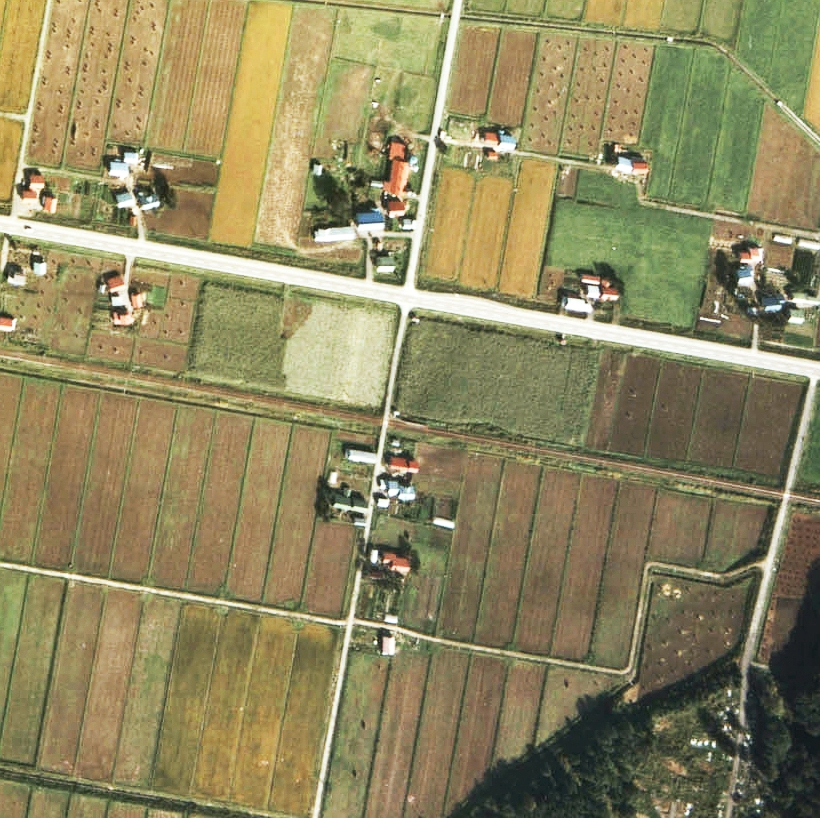
1977年的岐阜橋站方圓約500米範圍。右邊是紋別方向。靠近名寄一方設有十九線道平交道。在上方設有一條跨越名寄川的岐阜橋。

岐阜橋站（日语：／ Gifubashi eki */?）是位於北海道上川郡下川町上名寄，北海道旅客鐵道（JR北海道）的名寄本線車站（廢站）。隨著名寄本線廢線，車站在1989年（平成元年）5月1日廢除。
部分普通列車通過此站。截至1989年（平成元年）4月30日（廢除時的時間表），下行2班和上行3班列車通過此站。

## 歷史
- 1956年（昭和31年）10月30日 - 日本國有鐵道（國鐵）名寄本線岐阜橋臨時乘降場（局（日语：鉄道管理局）設定）啟用[2]。
- 1959年（昭和34年）11月1日 - 升級至車站，名為岐阜橋站。當時為旅客車站[2]。
- 1987年（昭和62年）4月1日 - 伴隨國鐵分割民營化，車站由北海道旅客鐵道（JR北海道）營運。
- 1989年（平成元年）5月1日 - 名寄本線全線廢除，此站也廢除。

## 車站構造
截至車站廢除前，車站是一座地面車站，設有1面1線的單式月台。月台位於路軌北邊（遠輕方向的列車會開啟左邊車門）。此站沒有轉轍器。
此站源自臨時乘降場，因此為無人車站。站內沒有車站大樓和候車室。靠近名寄一方設有斜道。

## 站名的由來
站名取自車站附近名寄川的橋樑名稱「岐阜橋」。橋樑名稱源自該處當地人都是來自岐阜縣。

## 車站周邊
- 國道239號（日语：国道239号）（下川國道）[5]
- 下川墓地
- 下川町農山村交流廣場「上名寄交流廣場」 - 廢站後開設。
- 名寄川（日语：名寄川）[5]
- 名士巴士（日语：名士バス）「上名寄19線」巴士站

## 現況
截至2000年（平成12年），車站沒有痕蹟。截至2010年（平成22年）。截至2011年（平成23年）也是同樣。車站遺址土地已賣給民間，變成農地。

## 相鄰車站
北海道旅客鐵道（JR北海道）
名寄本線
矢文－岐阜橋－下川

## 注腳
1. ↑  書籍《北海道の駅878ものがたり 駅名のルーツ探究》（監修：太田幸夫，富士Comtem，2004年2月發行）220頁。
2. 1 2  《停車場変遷大事典 国鉄・JR編 II》1998年JTB發行，P908-913。
3. 1 2 3 4  書籍《国鉄全線各駅停車1 北海道690駅》（小學館，1983年7月發行）207頁。
4. ↑  書籍《北海道の駅878ものがたり 駅名のルーツ探究》（監修：太田幸夫，富士Comtem，2004年2月發行）185頁。
5. 1 2  書籍《北海道道路地図 改訂版》（地勢堂，1980年3月發行）15頁。
6. ↑  書籍《鉄道廃線跡を歩くVII》（JTB出版，2000年1月發行）39頁。
7. ↑  書籍《新 鉄道廃線跡を歩く1 北海道・北東北編》（JTB出版，2010年4月發行）33頁。
8. ↑  書籍《北海道の鉄道廃線跡》（著：本久公洋，北海道新聞社，2011年9月發行）113頁。